# Doris (género)
Doris es un género de molusco opistobranquio de la familia Dorididae.
Estas pequeñas babosas marinas se distribuyen por todos los océanos, desde aguas tropicales hasta las frías aguas del Antártico, en un rango de temperatura entre -1.47 y 23.79 °C, y en un rango de profundidad entre 0 y 1.290 m.

## Especies
El Registro Mundial de Especies Marinas reconoce como válidas las siguientes especies en el género:
| - Doris acerico Ortea & Espinosa, 2017 - Doris alboranica Bouchet, 1977 - Doris ananas Lima, Tibiriça & Simone, 2016 - Doris atypica (Eliot, 1906) - Doris beringiensis (Martynov, Sanamyan & Korshunova, 2015) - Doris bertheloti (d'Orbigny, 1839) - Doris bicolor (Bergh, 1884) - Doris bovena Er. Marcus, 1955 - Doris caeca (Valdés, 2001) - Doris cameroni (Allan, 1947) - Doris capensis (Bergh, 1907) - Doris chrysoderma Angas, 1864 - Doris claurina (Er. Marcus, 1959) - Doris elegans Quoy & Gaimard, 1832 - Doris falklandica (Eliot, 1907) - Doris flabellifera Cheeseman, 1881 - Doris fontainii d'Orbigny, 1837 - Doris fretterae T. E. Thompson, 1980 - Doris fulva (Eliot, 1907) - Doris granulosa (Pease, 1860) - Doris hayeki Ortea, 1998 - Doris ilo (Er. Marcus, 1955) - Doris immonda Risbec, 1928 - Doris januarii (Bergh, 1878) - Doris kerguelenensis (Bergh, 1884) - Doris kpone Edmunds, 2013 | - Doris kyolis (Ev. Marcus & Er. Marcus, 1967) - Doris laboutei (Valdés, 2001) - Doris lugubris (Gravenhorst, 1831) - Doris magnotuberculata (Martynov, Sanamyan & Korshunova, 2015) - Doris marmorata Risso, 1818 - Doris minuta Edmunds, 2013 - Doris montereyensis J. G. Cooper, 1863 - Doris morenoi Ortea, 1989 - Doris nanula (Bergh, 1904) - Doris nobilis Odhner, 1907 - Doris nucleola Pease, 1860 - Doris ocelligera (Bergh, 1881) - Doris odhneri MacFarland, 1966 - Doris pickensi Marcus & Marcus, 1967 - Doris pseudoargus Rapp, 1827 - Doris pseudoverrucosa (Ihering, 1886) - Doris scripta (Bergh, 1907) - Doris sticta (Iredale & O'Donoghue, 1923) - Doris sugashimae (Baba, 1998) - Doris tricolor (Baba, 1938) - Doris verrucosa Linnaeus, 1758 - Doris violacea (Bergh, 1904) - Doris viridis (Pease, 1861) - Doris wellingtonensis Abraham, 1877 |

Especies cuya validez es incierta o existen discrepancias entre expertos, o carecen de especie tipo y tienen una descripción vaga:
| - Doris alba van Hasselt, 1824 (nomen dubium) - Doris amarilla Pöppig, 1829 (nomen dubium) - Doris antarctica Hedley, 1916 (nomen dubium) - Doris aurata Forbes, 1844 (nomen dubium) - Doris carinata Alder & Hancock, 1864 (nomen dubium) - Doris fasciculata Müller, 1776 (nomen dubium) - Doris flammea Alder & Hancock, 1844 (nomen dubium) - Doris lacinulata Müller, 1776 (nomen dubium) - Doris lacinulata Gmelin, 1791 (nomen dubium) - Doris luteola Couthouy in Gould, 1852 (nomen dubium) - Doris maculosa Cuvier, 1804 (nomen dubium) - Doris magellanica Cunningham, 1871 (nomen dubium) - Doris planulata Couthouy, 1852 (nomen dubium) - Doris plumulata Couthouy in Gould, 1852 (nomen dubium) - Doris rusticata Alder & Hancock, 1864 (nomen dubium) - Doris venosa Quoy & Gaimard, 1832 (nomen dubium) | - Doris albolimbata Rüppell & Leuckart, 1830 (taxon inquirendum) - Doris cerebralis Gould, 1852 (taxon inquirendum) - Doris phyllophora Mörch, 1859 (taxon inquirendum) - Doris punctata Rüppell & Leuckart, 1830 (taxon inquirendum) - Doris punctatissima Mörch, 1859 (taxon inquirendum) - Doris smaragdina Gould, 1852 (taxon inquirendum) - Doris spiraculata Gould, 1852 (taxon inquirendum) - Doris tessellata Bergh, 1879 (taxon inquirendum) - Doris umbrella Rochebrune, 1895 (taxon inquirendum) |

## Galería

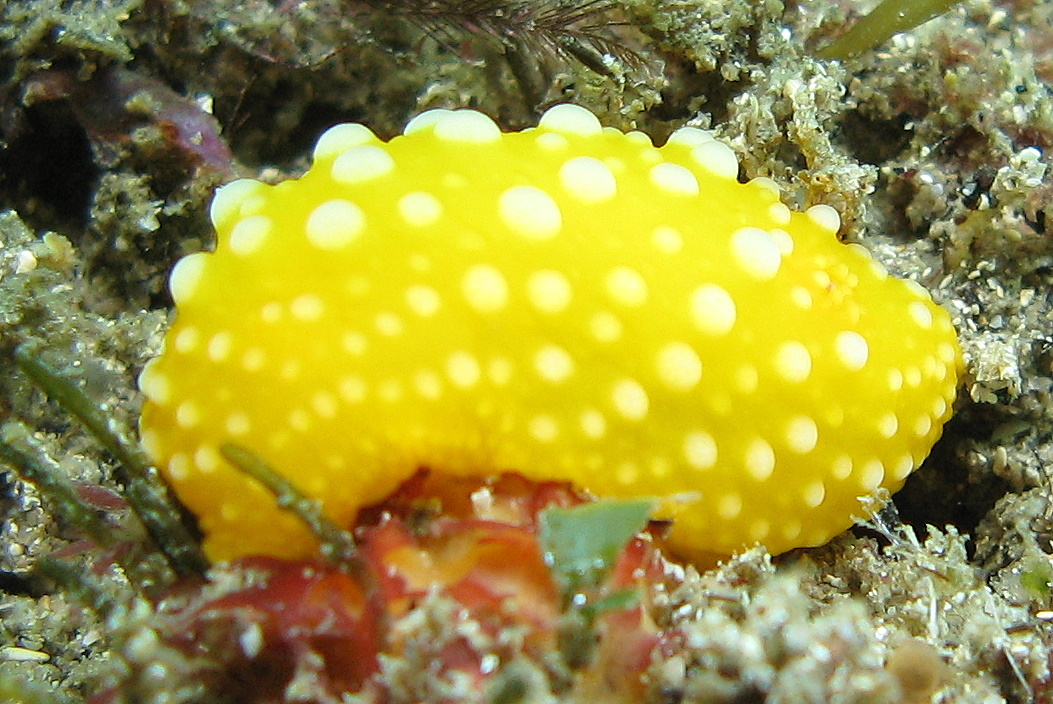
Doris chrysoderma
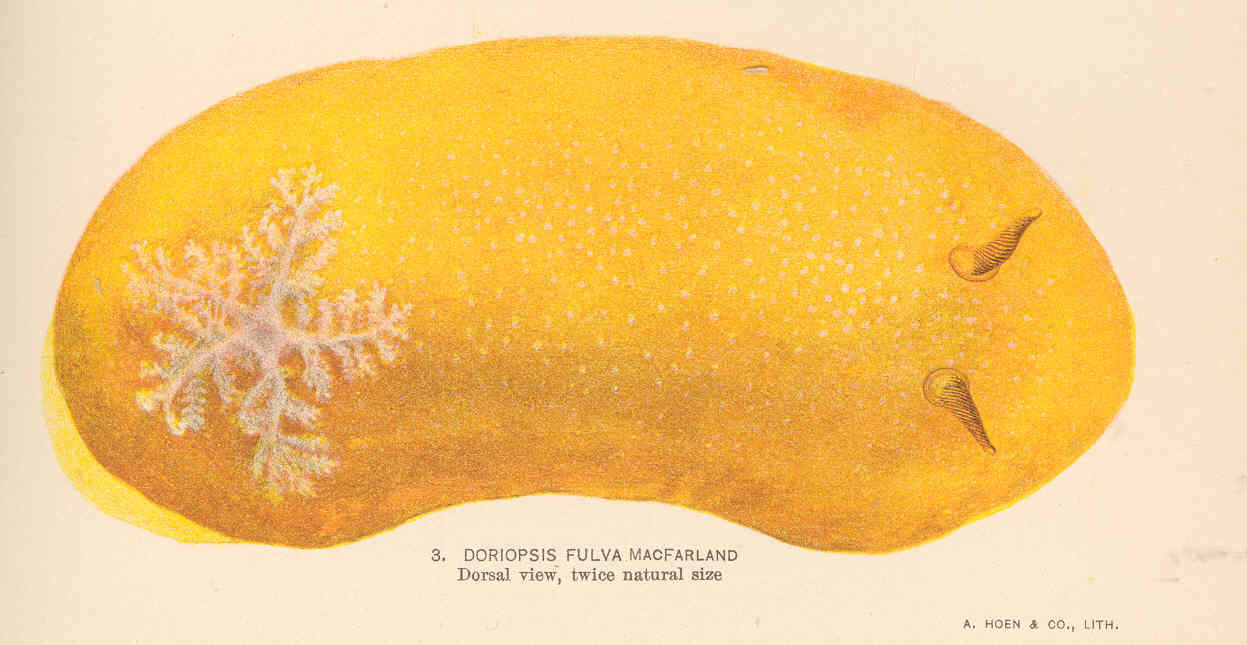
Doris fulva
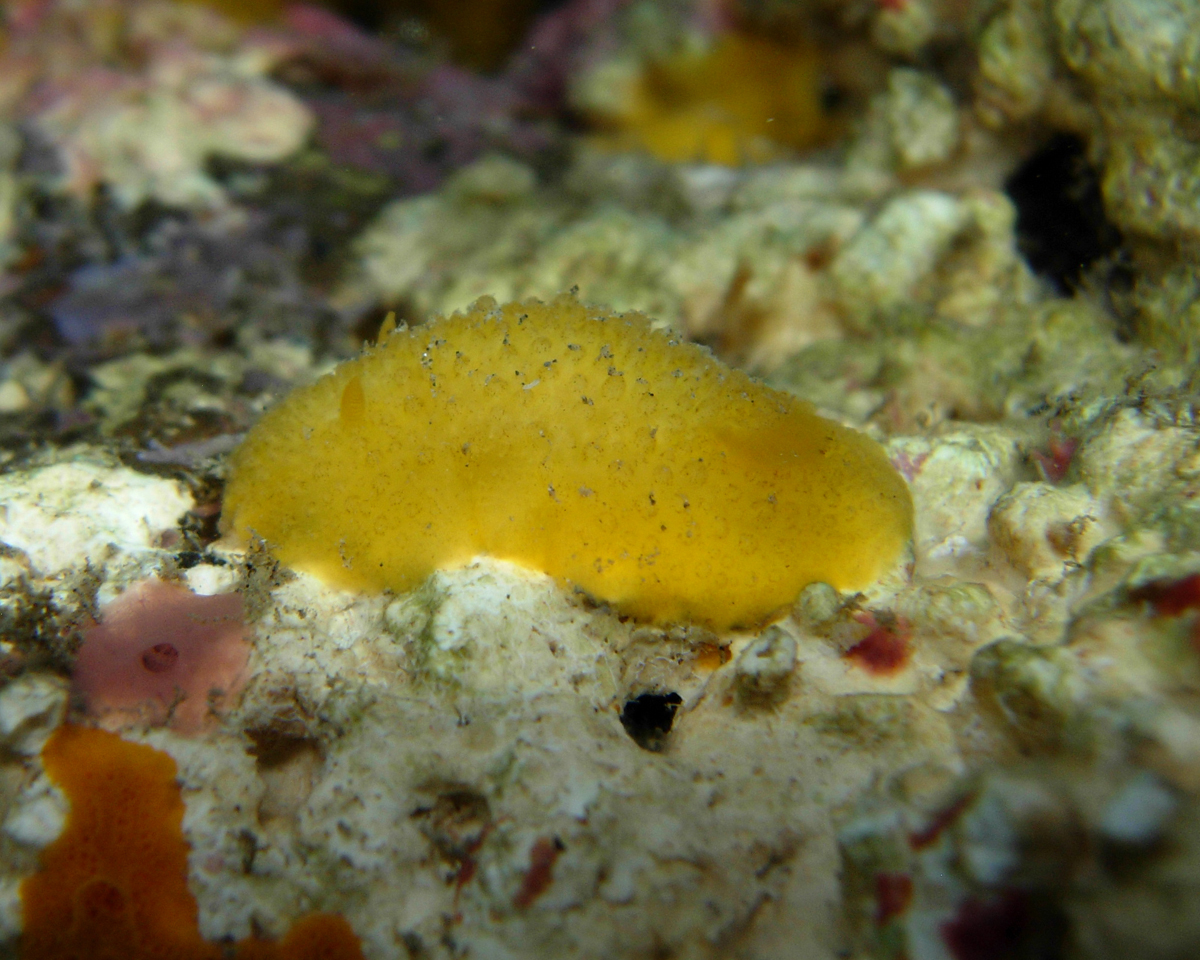
Doris granulosa
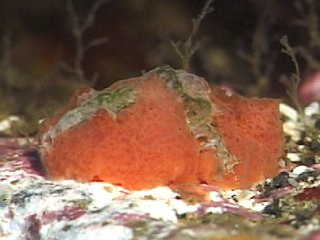
Doris immonda
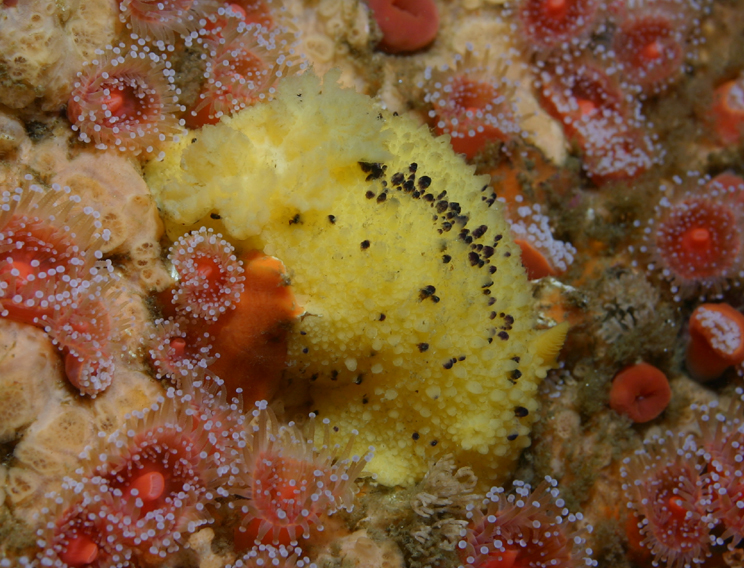
Doris montereyensis
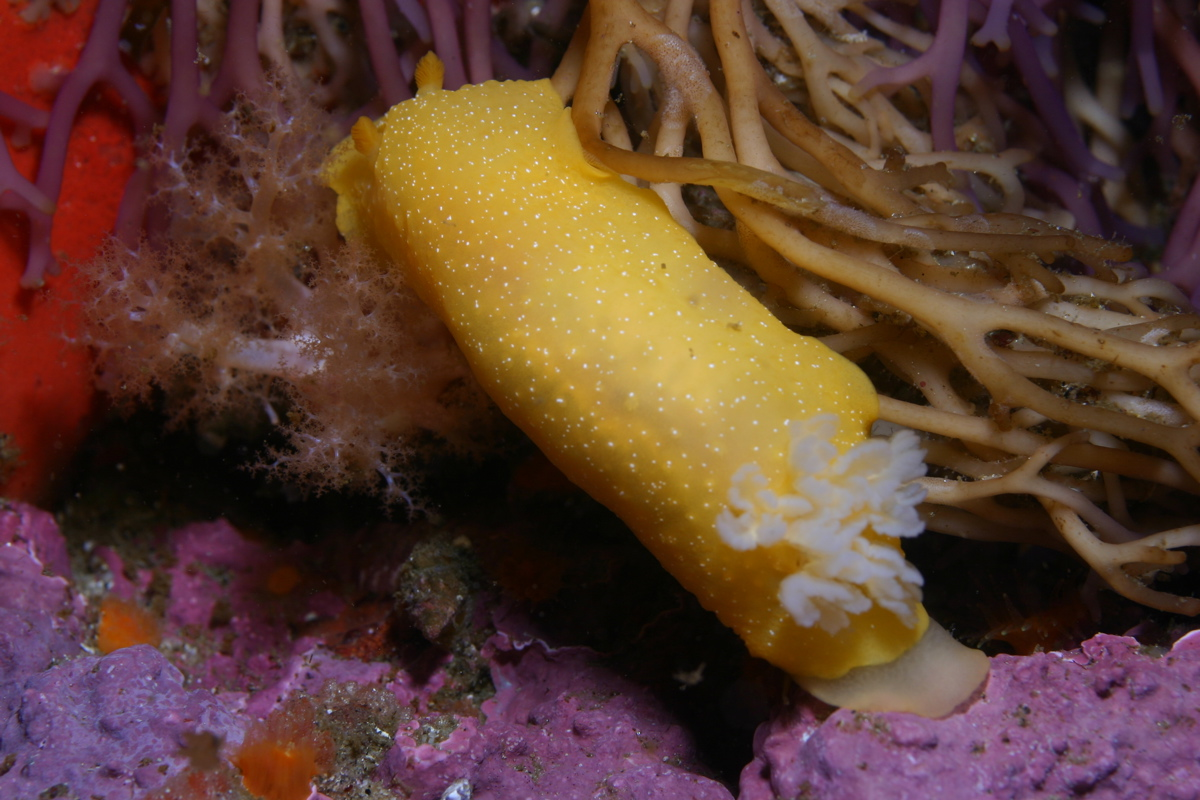
Doris nobilis
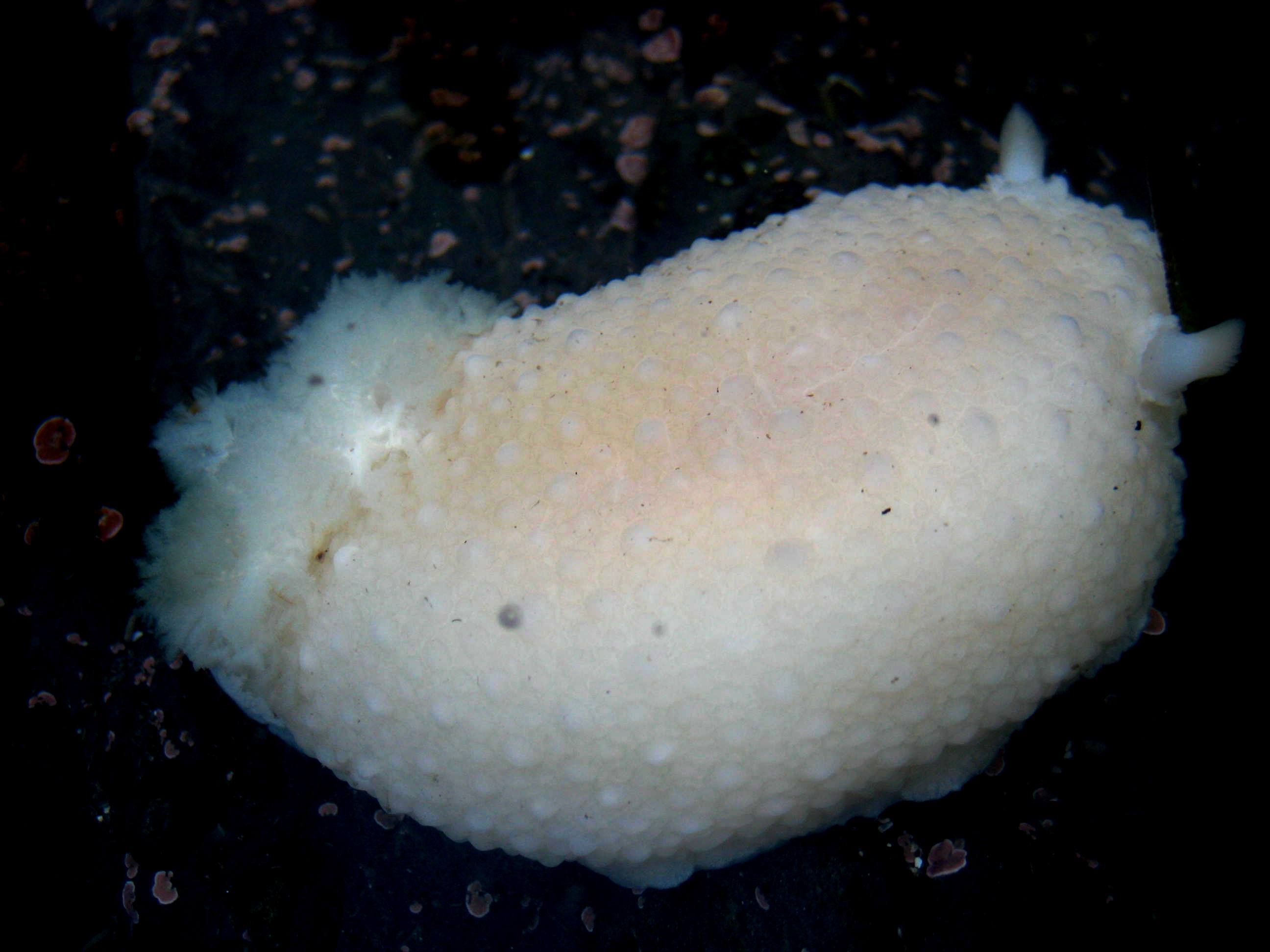
Doris odhneri
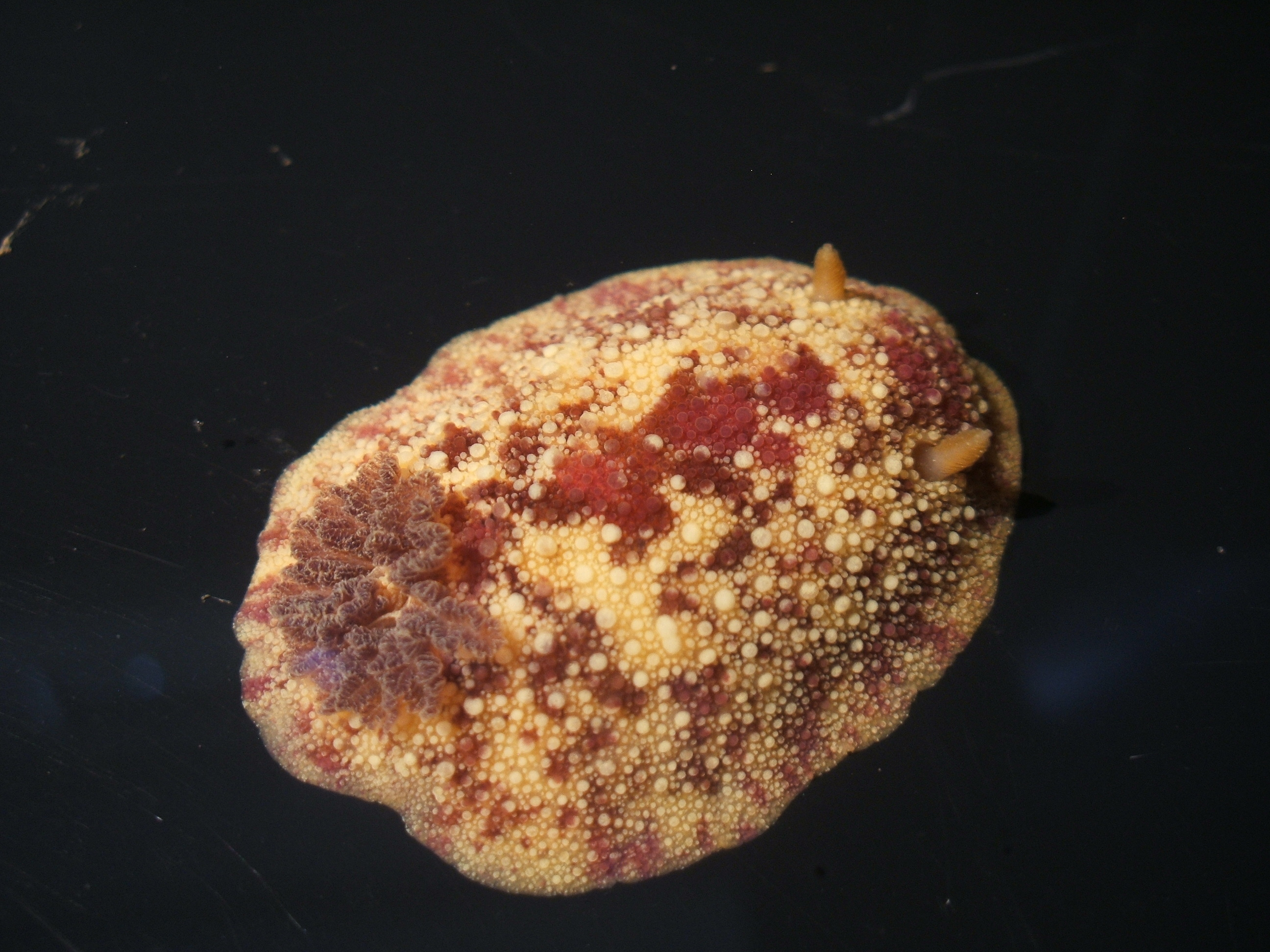
Doris pseudoargus
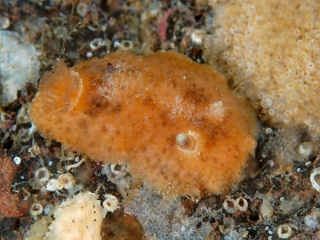
Doris tricolor
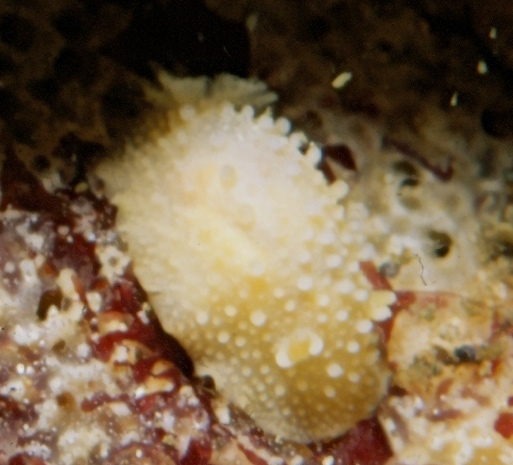
Doris verrucosa
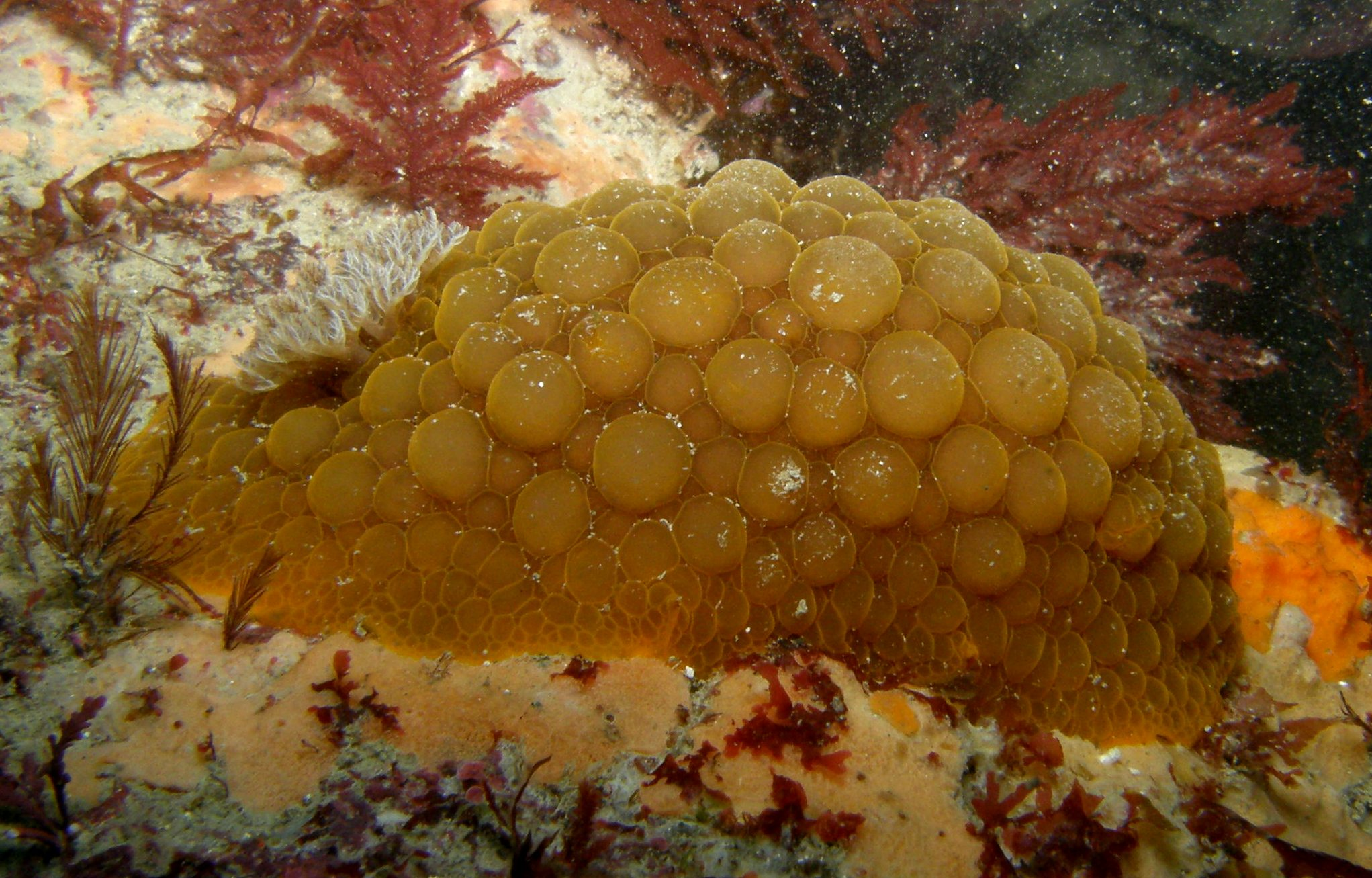
Doris wellingtonensis